# Love in This Club
"Love in This Club" là một bài hát của ca sĩ nhạc R&B người Mỹ Usher hợp tác rapper với Young Jeezy, phát hành vào ngày 22 tháng 2 năm 2008 như là đĩa đơn đầu tiên trích từ album phòng thu thứ năm của Usher, Here I Stand. Bài hát được sáng tác bởi Usher, Polow da Don, Young Jeezy, Darnell Dalton, Ryon Lovett, Lamar Taylor và Keith Thomas, và được sản xuất bởi da Don. Lời bài hát nói về việc quyến rũ một người nào đó trong câu lạc bộ đêm. Ban đầu, nó đã bị rò rỉ bởi Don da trước khi phát hành.
"Love in This Club" nhận được những ý kiến trái chiều từ các nhà phê bình, trong đó họ ca ngợi việc sản xuất của bài hát, nhưng chỉ trích nó vì tốc độ chậm và thiếu tính độc đáo. Bài hát đã đứng đầu bảng xếp hạng Billboard Hot 100 và ở New Zealand, trong khi xuất hiện trên nhiều khác bảng xếp hạng khác. Video ca nhạc của "Love in This Club", đã nhận được một đề cử tại MTV Video Music Awards 2008, có sự tham gia của nhiều khách mời là nghệ sĩ. Trong video, ca sĩ nhạc R&B Keri Hilson đóng vai người yêu của Usher trong bối cảnh một câu lạc bộ. Usher biểu diễn bài hát tại lễ trao giải BET 2008, cũng như trên một số chương trình truyền hình. Một bản remix của bài hát, có tiêu đề "Love in This Club Part II", có sự tham gia góp giọng của ca sĩ Beyoncé và rapper Lil Wayne.

## Danh sách bài hát
Đĩa CD and 7"
1. "Love in This Club" – 4:19
2. "Love in This Club" (không lời) – 4:19

Đĩa Maxi
1. "Love in This Club"
2. "Love in This Club" (không lời)
3. "Love in This Club" (Reavers remix)
4. "Love in This Club" (StoneBridge remix)
5. "Love in This Club" (video)

Đĩa 12"
1. "Love in This Club" (bản sạch)
2. "Love in This Club" (bản sạch không có đoạn rap)
3. "Love in This Club" (không lời)

EP kĩ thuật số
1. "Love in This Club" – 4:19
2. "Love in This Club" (Reavers Remix) – 4:20
3. "Love in This Club" (StoneBridge Remix) – 9:04
4. "Love in This Club" (J Sweet Remix) – 5:08

## Xếp hạng và chứng nhận
| Bảng xếp hạng (2008)                     | Vị trí cao nhất |
| ---------------------------------------- | --------------- |
| Úc (ARIA)                                | 8               |
| Áo (Ö3 Austria Top 40)                   | 12              |
| Bỉ (Ultratop 50 Flanders)                | 5               |
| Bỉ (Ultratop 50 Wallonia)                | 13              |
| Canada (Canadian Hot 100)                | 6               |
| Cộng hòa Séc (Rádio Top 100)             | 16              |
| Đan Mạch (Tracklisten)                   | 16              |
| Châu Âu Hot 100 Singles (Billboard)      | 3               |
| Phần Lan (Suomen virallinen lista)       | 18              |
| Pháp (SNEP)                              | 9               |
| Đức (GfK)                                | 5               |
| Hungary (Rádiós Top 40)                  | 30              |
| Ireland (IRMA)                           | 3               |
| Nhật Bản (Japan Hot 100)                 | 5               |
| Hà Lan (Single Top 100)                  | 47              |
| New Zealand (Recorded Music NZ)          | 1               |
| Na Uy (VG-lista)                         | 10              |
| Slovakia (Rádio Top 100)                 | 6               |
| Thụy Điển (Sverigetopplistan)            | 8               |
| Thụy Sĩ (Schweizer Hitparade)            | 9               |
| Anh Quốc (OCC)                           | 4               |
| Hoa Kỳ Billboard Hot 100                 | 1               |
| Hoa Kỳ Hot R&B/Hip-Hop Songs (Billboard) | 1               |
| US Pop 100                               | 4               |

| Nước           | Đơn vị | Chứng nhận |
| -------------- | ------ | ---------- |
| Úc             | ARIA   | Vàng       |
| Nhật Bản       | RIAJ   | Vàng       |
| New Zealand    | RIANZ  | Bạch kim   |
| Vương quốc Anh | BPI    | Bạc        |
| Mỹ             | RIAA   | Bạch kim   |

| Bảng xếp hạng (2008)             | Vị trí |
| -------------------------------- | ------ |
| Australian ARIA Singles Chart    | 51     |
| Belgian Singles Chart (Flanders) | 55     |
| Canadian Hot 100                 | 24     |
| European Hot 100                 | 46     |
| German Singles Chart             | 63     |
| Hungarian Singles Chart          | 94     |
| New Zealand Singles Chart        | 7      |
| Swedish Singles Chart            | 54     |
| Swiss Singles Chart              | 83     |
| UK Singles Chart                 | 13     |
| US Billboard Hot 100             | 8      |
| US Hot R&B/Hip-Hop Songs         | 15     |
| US Pop 100                       | 13     |

| Bảng xếp hạng (2000-2009) | Vị trí |
| ------------------------- | ------ |
| US Billboard Hot 100      | 85     |
| US Hot R&B/Hip-Hop Songs  | 99     |